# Ная Джакс
Савелина Фанин (англ. Savelina Fanene, род. 29 мая 1984, Сидней) — американская женщина-рестлер, родившаяся в Австралии, модель. Выступает в WWE на бренде SmackDown под именем Ная Джакс.
Бывшая чемпионка WWE Raw среди женщин и командная чемпионка среди женщин WWE с Шейной Басзлер. Участвовала в седьмом сезоне Total Divas. Победительница турнира «Королева ринга» 2024 года.

## Ранние годы
Савелина Фанин родилась 29 мая 1984 года в Сиднее, Австралия, а выросла в Гонолулу, Гавайи. Имеет самоанские и германские корни. С её собственных слов, является родственницей Дуэйна Джонсона (Скалы). В одном из интервью рассказала, что её отец, Джозеф Фанин, был двоюродным братом Питера Майвиа, деда Джонсона. Фанин жила в Сан-Диего, Калифорния, и посещала среднюю школу Карлсбада. Училась в Паломарском колледже в Сан-Маркос, штат Калифорния, где играла в студенческий баскетбол. До карьеры в рестлинге Фанин была моделью plus-size.

## Карьера в рестлинге

### WWE

#### NXT (2014—2016)
В начале 2014 года Савелина подписала контракт с WWE и была направлена на территорию развития NXT, базирующуюся в Подготовительном центре WWE в Орландо, штат Флорида. Дебютировала на ринге 7 мая 2015 года на хаус-шоу NXT под рингнемом Зада, где она и Девин Тейлор проиграли в командном матче Бейли и Кармелле. В августе её рингнейм был изменён на Наю Джакс.
В течение всего сентября после серии вступительных виньеток  Джакс дебютировала на эпизоде NXT 14 октября, победив Эви в одиночном матче. После своего дебюта она была показана медленно превращающейся в злодейку, продолжая победную серию, побеждая различных джобберов и диву NXT Кармеллу В ноябре Джакс заключил союз с Евой Мари и начал свою первую вражду с Бэйли за Женское чемпионство NXT, укрепляя свои позиции хила Джакс заработала титульный матч 16 декабря на NXT TakeOver: London, но завоевать титул ей не удалось.
27 января 2016 года на эпизоде NXT Джакс вернулась на ринг после месяца бездействия из-за сюжетной травмы, победив Лив Морган. На эпизоде NXT 10 февраля Джакс помогла Еве Мари в атаковать Бейли и Кармеллу после их чемпионского матча, пока Аска им не помогла, что привело к командному матчу на эпизоде NXT 24 февраля, где Джакс и Мари победили. На эпизоде NXT 25 мая Джакс выиграла матч тройной угрозы над Алексой Блисс и Кармеллой, став претенденткой номер один за Женское Чемпионство NXT Аски. 8 Июня Джекс проиграла свой титульный матч на NXT TakeOver: The End. В эпизоде NXT от 20 июля Джакс была побеждена Бейли. 28 декабря на эпизоде NXT Джакс проиграла Аске матч за женское чемпионство NXT, и это был её последний матч на бренде NXT.

#### Различные соперничества (2016—2017)

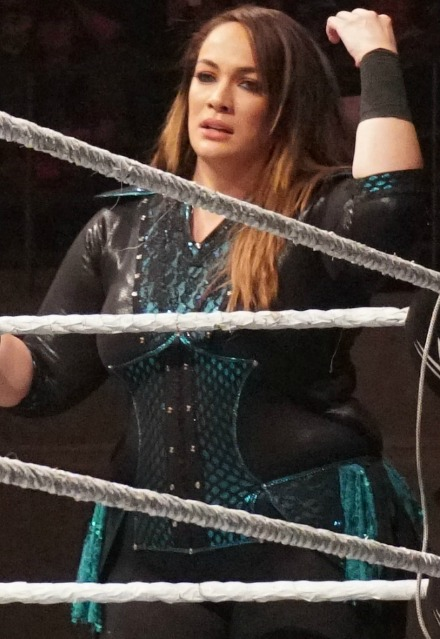
Ная Джакс в Мае 2017 года

Вскоре после того, как он была задрафтована из NXT на бренд Raw в рамках проекта WWE draft 2016 года, который состоялся 19 июля, Джакс начала победную серию против различных джобберов В сентябре Джакс была помещена в свой первый фьюд с Алисией Фокс, на эпизоде Raw 12 сентября, что привело к матчу между ними, закончившись безрезультатно после того, как она выполнила гарпун на Фокс на баррикады рингсайда. В матче-реванше между ними двумя, который состоялся на предварительном шоу Clash of Champions 25 сентября, Джакс победила Фокс путем удержания. 20 ноября на Survivor Series Джакс была частью Команды Raw в традиционном командном матче «пять на пять на выбывание» и была устранена с помощью болевого от Бекки Линч.
В декабре Джакс начала вражду с Сашей Бэнкс, которую она сюжетно ранила. Это привело к двум матчам между ними, где Джакс впервые победила на предварительном шоу Royal Rumble 29 января 2017 года, но проиграла 5 марта на Fastlane. 3 апреля на WrestleMania 33 Джекс участвовала в фатальном четырёхстороннем матче против Бэнкс, Бэйли и Шарлотты Флэр за Чемпионство WWE Raw среди женщин, где была устранена первой. На эпизоде Raw от 26 июня Джакс выступала в гаулент-матче, чтобы определить претендентку номер один за Чемпионство WWE Raw среди женщин — Алексу Блисс, последовательно устранив Бейли, Микки Джеймс, Дану Брук и Эмму, потерпев поражение от Бэнкс. 24 сентября No Mercy Джакс приняла участие в фатальном пятистороннем матче за Чемпионство WWE Raw среди женщин, но выиграть титул не удалось. 19 ноября на Survivor Series Джакс снова была частью Команды Raw в командном матче «пять на пять на выбывание», из которого она была исключена по отсчету.
Начиная с 4 декабря эпизода Raw, Джакс была помещена в экранные отношения с тогдашним чемпионом WWE в полутяжелом весе Энцо Аморе, который был отброшен из-за того, что был освобожден от контракта WWE в январе 2018 года. 28 января на Royal Rumble Джакс приняла участие в первом женском Royal Rumble матче, где она вошла под номером 22 и устранила Жаклин, Келли Келли, Руби Риотт и Наоми, прежде чем была устранена шестью женщинами. В течение января и февраля, Джакс вела вражду с не побежденной Аской, которого она не смогла победить 25 февраля на Elimination Chamber и неделю спустя на Raw.

#### Чемпионка WWE Raw среди женщин (2017—2018)

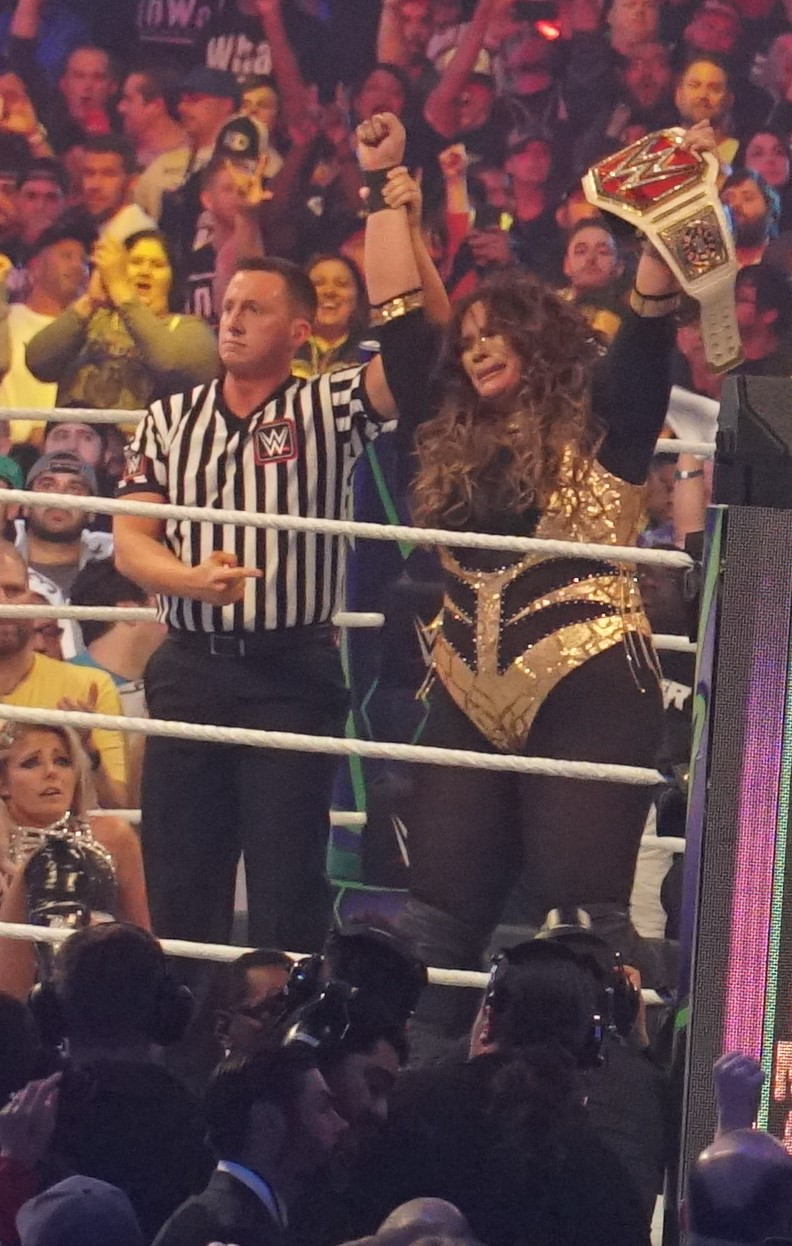
Джакс после выигрыша Чемпионства WWE Raw среди женщин на WrestleMania 34

В марте Джакс впервые в своей карьере стала лицом после того, как её оскорбила и предала бывшая лучшая подруга, Чемпионка WWE Raw среди женщин Алекса Блисс, которая опозорила её и высмеяла её личность. Это привело к титульному матчу между ними 8 апреля 2018 года на WrestleMania 34, где она выиграла матч, за Чемпионство WWE Raw среди женщин, что стало первым выигрышем титула в её карьере. В матче-реванше между ними двумя, который состоялся месяц спустя на Backlash 6 мая, Джакс победила Блисс и сохранила свой титул. В мае Джакс начала вражду с Рондой Роузи, которую она вызвала на титульный поединок на pay-per-view Money in the Bank. Во время этой вражды Джакс ненадолго вернулась к своей злодейской натуре. На Money in the Bank 17 июня Джакс проиграла своё чемпионство обратно Блисс, которая вмешалась в её матч и атаковала обеих: Джакс и Роузи, используя свой контракт Money in the Bank (который она выиграла ранее в тот же вечер). Месяц спустя, 15 июля, Джакс сослалась на свой пункт о реванше в контракте на ППВ Extreme Rules, но не смогла вернуть себе титул в матче по экстремальным правилам.

#### Альянс с Таминой и травма (2018—2019)
После короткого перерыва из-за незначительной травмы Джакс вернулась на эпизод Raw от 17 сентября в качестве таинственного партнёра по команде Эмбер Мун, причем эти двое победили Алисию Фокс и Микки Джеймс. Месяц спустя, 28 октября, на женском pay-per-view WWE Evolution Джакс устранила Мун, выиграв батл-роялл, заработав тайтлшот за матч женского чемпионства. На эпизоде Raw 5 ноября, после победы над Эмбер Мун в одиночном матче, Джакс снова хилтернулась, и присоединилась к Тамине (с которой у неё было несколько конфронтаций за последние несколько недель, образуя самоанскую бойню) и атаковала Мун. 18 ноября на Survivor Series Джакс была единственной оставшейся из команды Raw против команды SmackDown на традиционным межбрендовом женском матче «пять на пять на выбывание». В следующем месяце, 16 декабря, на ППВ TLC: Tables, Ladders & Chairs Джакс не смогла вернуть себе титул чемпионки Raw среди женщин от Роузи.
27 января 2019 года на PPV Royal Rumble Джакс участвовала в женском матче Royal Rumble, войдя под номером 29 и продержавшись более 11 минут, была устранена победительницей битвы Бекки Линч. Позже той же ночью Джакс вошла в историю, став первым человеком, который когда-либо участвовал в двух матчах Королевской битвы в ту же ночь, став четвёртой женщиной, которая когда-либо участвовала в мужском матче Королевской битвы, атаковав R-Truth и заняв его 30-е место. Несмотря на устранение Мустафы Али, Джакс была окружена Дольфом Зигглером, Реем Мистерио и Рэнди Ортоном со своими финишерами, и была устранена Мистерио.
17 февраля 2019 года Джакс и Тамина участвовали в 6-ти командном матче на выбывание на ППВ Elimination Chamber, чтобы определить первых обладателей командного чемпионства WWE среди женщин, устранив две команды, и сами были устранены. В апреле, на WrestleMania 35, Джакс и Тамина приняли участие в фатальном четырёхсторннем матче за Командное чемпионство WWE среди женщин, которое выиграли IIconics (Билли Кей и Пейтон Ройс). Вскоре после этого Джакс перенесла операцию по восстановлению разрыва на передней крестообразной связке (ACL) на обоих коленях, из-за чего, как и ожидалось, компания отстранила её от участия в выступления на ринге на девять месяцев.

#### Возвращение после травмы, командная чемпионка (2020—2021)
6 апреля 2020 года в выпуске Raw Ная Джакс вернулась после своей травмы в ночь после Рестлмании, победив Деонну Пурраццо в сквош-матче. На эпизоде Raw от 25 мая Джакс победила Шарлотту Флэр и Наталью в матче тройной угрозы, бросив вызов Аске за Чемпионство WWE Raw среди женщин на Backlash. На Backlash Аска и Джакс сражались до двойного отсчета, в итоге Аска сохранила титул. На следующий вечер на Raw Джакс снова бросила вызов Аске за титул. Во время матча Джакс рассердилась на судью и толкнула его вниз. Рефери собирался дисквалифицировать Джакс, однако Аска свернула отвлеченную Джакс для быстрого удержания, защитив титул.
В эпизоде Raw от 3 августа 2020 года Ная Джакс была отстранена на неопределенный срок от WWE за нападение на чиновника WWE. Несмотря на свое отстранение, она появилась в эпизоде Raw 17 августа 2020 года в потасовке с Шейной Басзлер, во время её командного матча команды с Аской против Бэнкс и Бейли. На эпизоде Raw 24 августа она и Басзлер устроили конфронтацию с Бейли и Бэнкс. Затем было объявлено, что Бейли и Бэнкс будут защищать Женское командное чемпионство WWE против Джакс и Басзлер на Payback, снимая дисквалификацию c Джакс. На «Payback» Джакс и Басзлер выиграли командные титулы, дав Джакс первый Командный титул и второй в составе WWE.
Освобождена от контракта с WWE 4 ноября 2021 года.
В 2023 году вернулась в WWE.

## Стиль реслинга, персона и приемы
Преимущественно Джакс использовала Самоанский бросок (Samoan drop) в качестве финишера, получившего название «Анигилятор». После своего возвращения после травмы в апреле 2020 года Джакс начала использовать Cradle DDT, названный Rampage DDT, в качестве финишера, получив разрешение использовать этот приём от бывшего рестлера Пейдж, которая ранее использовала его в качестве своего финишера. Также она использует прозвище «Непреодолимая сила» (The Irresistible Force).
Ее постоянно критиковали фанаты за то, что она якобы была неосторожна на ринге. Печально известный пример этого был, когда она вместо того, чтобы тянуть удары, как это обычно бывает в рестлинге, легитимно ударила Бекки Линч в лицо во время эпизода Raw в ноябре 2018 года. В результате у Линч сломан нос, разорвано лицо и сотрясение мозга. Кайри Сейн и Эмбер Мун, по-видимому, были небрежны во время борьбы. Несколько рестлеров и комментаторов, включая Джима Корнетта, также предостерегали Джакс от небезопасного стиля реслинга и истории причинения травм. С другой стороны, Деонна Пурраццо защищала её, говоря: «я никогда не уходила раненой».

## В рестлинге
- Завершающие приемы
  - Самоанский бросок (Samoan Drop)
  - Standing Leg drop, иногда во время бега или несколько раз подряд
  - Fireman’s carry dropped into a falling powerslam
  - Аннигилятор (2020 — по настоящее время)
- Коронные приемы
  - Bearhug
  - Canadian backbreaker rack
  - Headbutt
  - Running hip attack to an opponent seated in the corner
  - Tilt-a-whirl backbreaker
- Менеджеры
  - Ева Мари
- Музыкальные темы
  - «Force of Greatness» by CFO$ (NXT; 2015-по настоящее время)

## Другие медиа
Джакс появлялась в четырёх видеоиграх от WWE, дебютирует в игре в WWE 2K17 в качестве игрового персонажа DLC и появляясь в качестве игрового персонажа в WWE 2K18, WWE 2K19, и WWE 2K20.
Джакс участвовала в седьмом сезоне Total Divas. В августе 2017 года рэпер Магнето Дайо выпустил посвященную ей песню под названием «Nia Jax».

## Фильмография
| Год  | Название    | Роль                                |
| ---- | ----------- | ----------------------------------- |
| 2017 | Total Divas | Основной актёрский состав (7 сезон) |

## Личная жизнь
2 августа 2014 года Фанин и её тетя Ата Майвия-Джонсон (мать Дуэйна Джонсона) были госпитализированы после того, как их ударил головой пьяный водитель, которому впоследствии было предъявлено обвинение в вождении в нетрезвом виде, в Клермонте, штат Флорида.

## Титулы и достижения
- Pro Wrestling Illustrated
  - Открытие года (2016)

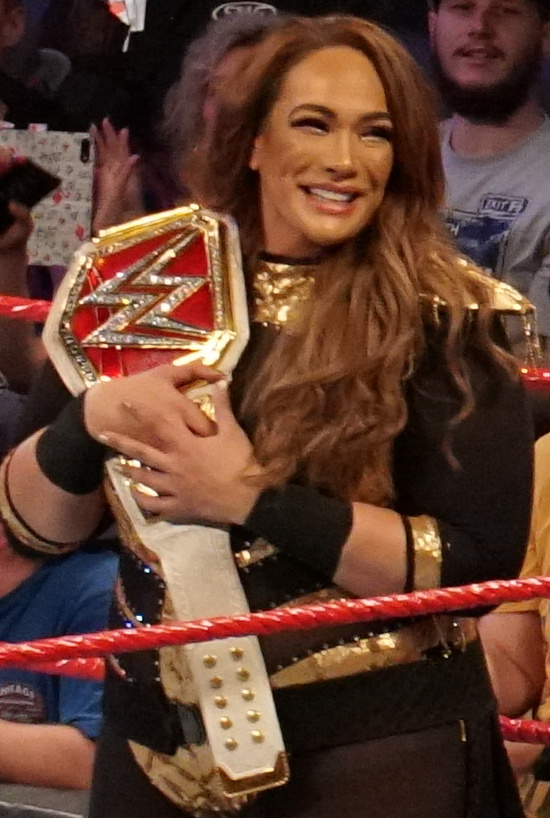
Джакс Чемпионка WWE Raw среди женщин

  - PWI ставит её под № 8 в топе 50 женских рестлеров в 2018 году[122]
- Sports Illustrated
  - Ставит её под № 12 в топе 30 женских рестлеров в 2018 году[123]
- WWE
  - Чемпионка WWE Raw / WWE среди женщин (2 раза)[124]
  - Командный чемпион WWE среди женщин (2 раза) — с Шейной Басзлер[125]
  - «Королева ринга» (2024)